# Thagria jinia
Thagria jinia är en insektsart som beskrevs av Zhang 1994. Thagria jinia ingår i släktet Thagria och familjen dvärgstritar. Inga underarter finns listade i Catalogue of Life.